# Wurmsham
Wurmsham là một đô thị thuộc huyện huyện Landshut trong bang Bayern nước Đức. Đô thị Wurmsham có diện tích 28,14 km², dân số thời điểm ngày 31 tháng 12 năm 2006 là 1337 người.